# Sune, Lottie och 00-ful den röda roboten mot Mr Nån, världens största skurk
Sune, Lottie och 00-ful, den röda roboten, mot Mr Nån, världens största skurk var en svensk radioteaterserie för barn. Radioserien sändes 1965-66 och gavs ut på vinyl-LP av Philips-Sonora. Sune Mangs, Lottie Ejebrant och Olof Thunberg medverkade.